# 남위 44도
남위 44도는 적도로부터 남쪽으로 44도 떨어진 위선이다. 대서양, 인도양, 오스트랄라시아, 태평양, 남아메리카를 지난다. 이 위도에서의 일조시간은 하지일 때 15시간 29분, 동지일 때 8시간 53분이다.

## 지나가는 지역
남위 44도선은 본초 자오선에서 동쪽 방향으로 다음 지역들을 지나간다.
| 좌표                                                    | 국가, 지역, 해역 | 비고                               |
| ------------------------------------------------------- | ---------------- | ---------------------------------- |
| 남위 44° 0′ 동경 0° 0′  / 남위 44.000° 동경 0.000°      | 대서양           |                                    |
| 남위 44° 0′ 동경 20° 0′  / 남위 44.000° 동경 20.000°    | 인도양           |                                    |
| 남위 44° 0′ 동경 147° 0′  / 남위 44.000° 동경 147.000°  | 태평양           | 태즈먼해                           |
| 남위 44° 0′ 동경 168° 30′  / 남위 44.000° 동경 168.500° | 뉴질랜드         | 남섬, 애슈버턴 남쪽 통과           |
| 남위 44° 0′ 동경 171° 56′  / 남위 44.000° 동경 171.933° | 태평양           |                                    |
| 남위 44° 0′ 서경 176° 39′  / 남위 44.000° 서경 176.650° | 뉴질랜드         | 차탐섬                             |
| 남위 44° 0′ 서경 176° 24′  / 남위 44.000° 서경 176.400° | 태평양           |                                    |
| 남위 44° 0′ 서경 74° 15′  / 남위 44.000° 서경 74.250°   | 칠레             | 아이센주 과이테카스 군도           |
| 남위 44° 0′ 서경 73° 36′  / 남위 44.000° 서경 73.600°   | 태평양           | 코르코바도만                       |
| 남위 44° 0′ 서경 73° 16′  / 남위 44.000° 서경 73.267°   | 칠레             | 아이센주 메리모유 화산 북쪽 경사면 |
| 남위 44° 0′ 서경 71° 44′  / 남위 44.000° 서경 71.733°   | 아르헨티나       | 추부트주                           |
| 남위 44° 0′ 서경 65° 15′  / 남위 44.000° 서경 65.250°   | 대서양           |                                    |

## 같이 보기
- 남위 43도
- 남위 45도